# 保護観察官
保護観察官（ほごかんさつかん）は、更生保護法第31条により、地方更生保護委員会事務局と保護観察所に置かれる国家公務員である。保護観察官は職名であり、官名は、法務事務官。行政職 （一）の俸給表が適用される。

## 職務
保護観察官は、医学や心理学や社会学や教育学などの専門知識に基づき、事務に当たる。
地方更生保護委員会事務局に配置された保護観察官は、刑事施設からの仮釈放や少年院からの仮退院審理の準備調査に従事するほか、仮釈放の取消や仮退院中の者の本退院などに関する事務に従事している。
保護観察所に配置された保護観察官は、保護司と協働して、保護観察や、矯正施設に収容中の者の釈放後の帰住先の環境調整の事務に当たる。また、更生保護にかかわるボランティアであるBBS会や更生保護女性会や、および協力雇用主との連絡調整、保護司の定例研修の講師、無期刑仮釈放者に対する恩赦（刑の執行の免除）に関する事務、仮釈放期間満了者の対する恩赦（復権）に関する事務、更生保護施設を含む更生保護法人の監督などに従事している。

## 採用
採用試験は、国家公務員I種であれば行政、法律、人間科学などの区分の合格者から、国家公務員II種であれば行政区分の合格者から保護観察所や地方更生保護委員会に採用される。法務事務官として地方更生保護委員会事務局や保護観察所においてある程度の期間勤務した後、保護観察官に補職される。

## 従事者数
- 全国の保護観察官の総数は約1,000名、そのうち、現場における保護観察に従事する者は約600名であるといわれる。